# Myslív
Myslív – gmina w Czechach, w powiecie Klatovy, w kraju pilzneńskim. Według danych z dnia 1 stycznia 2014 liczyła 431 mieszkańców.

## Galeria

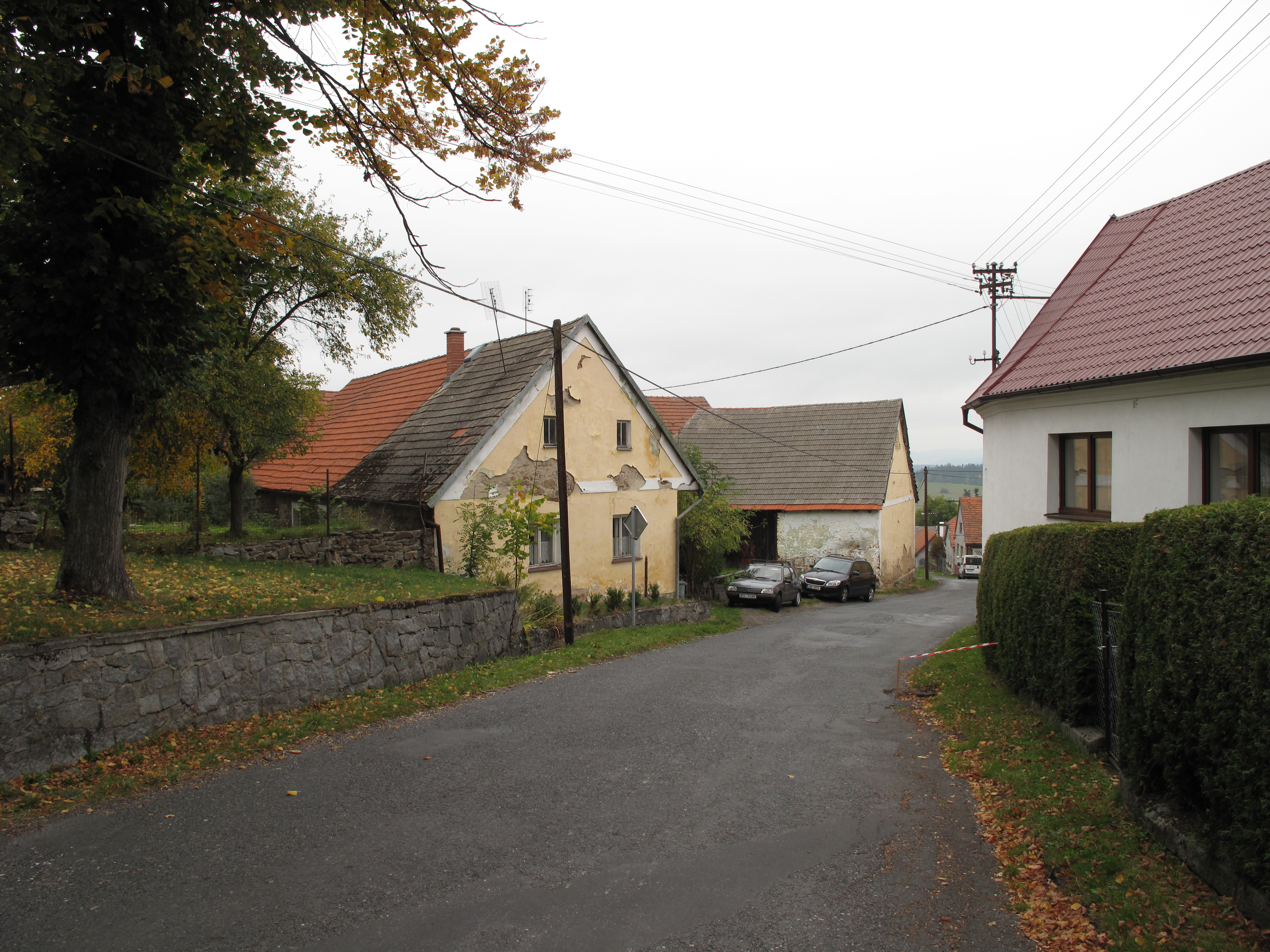
Droga
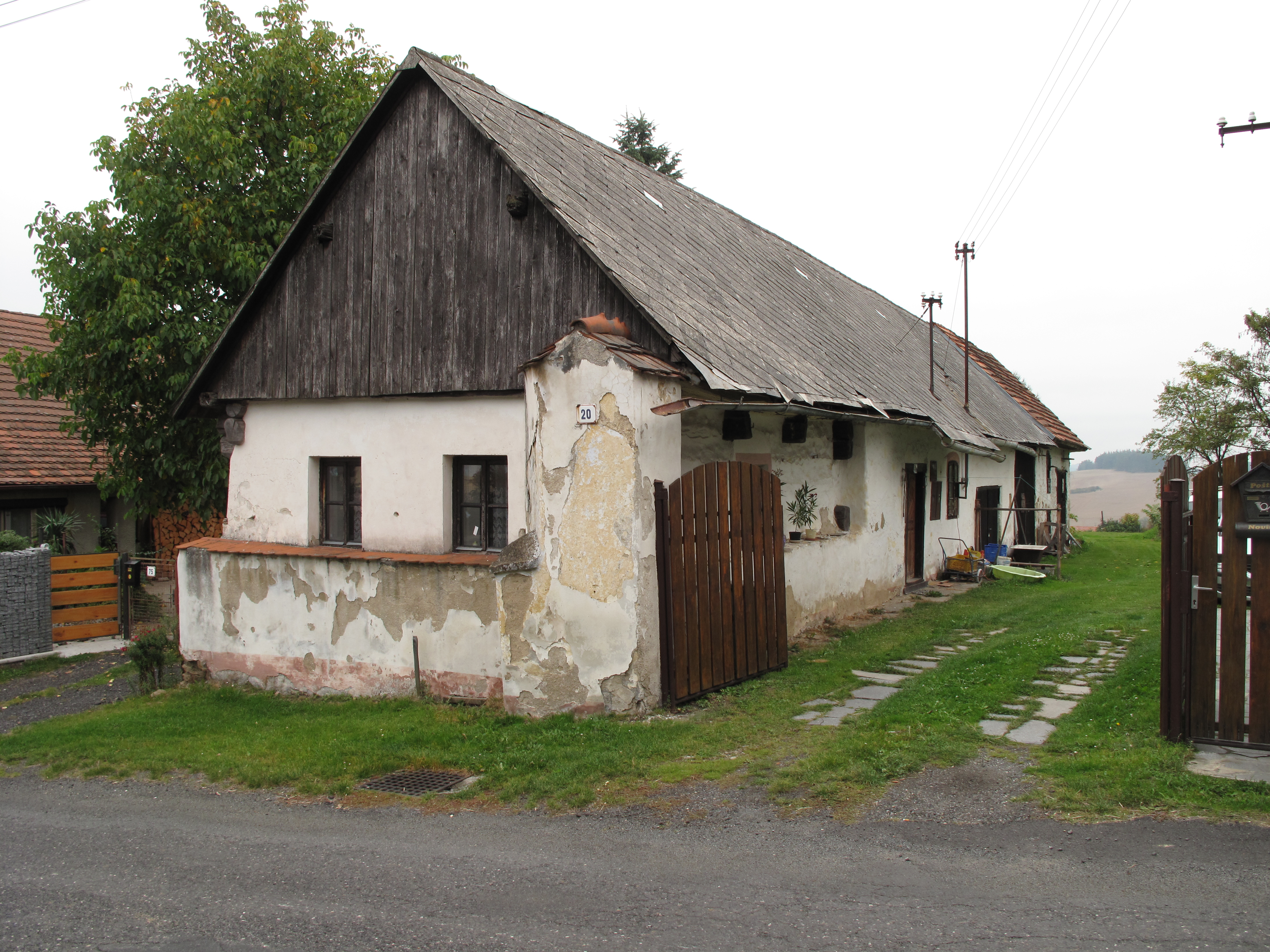
Dom
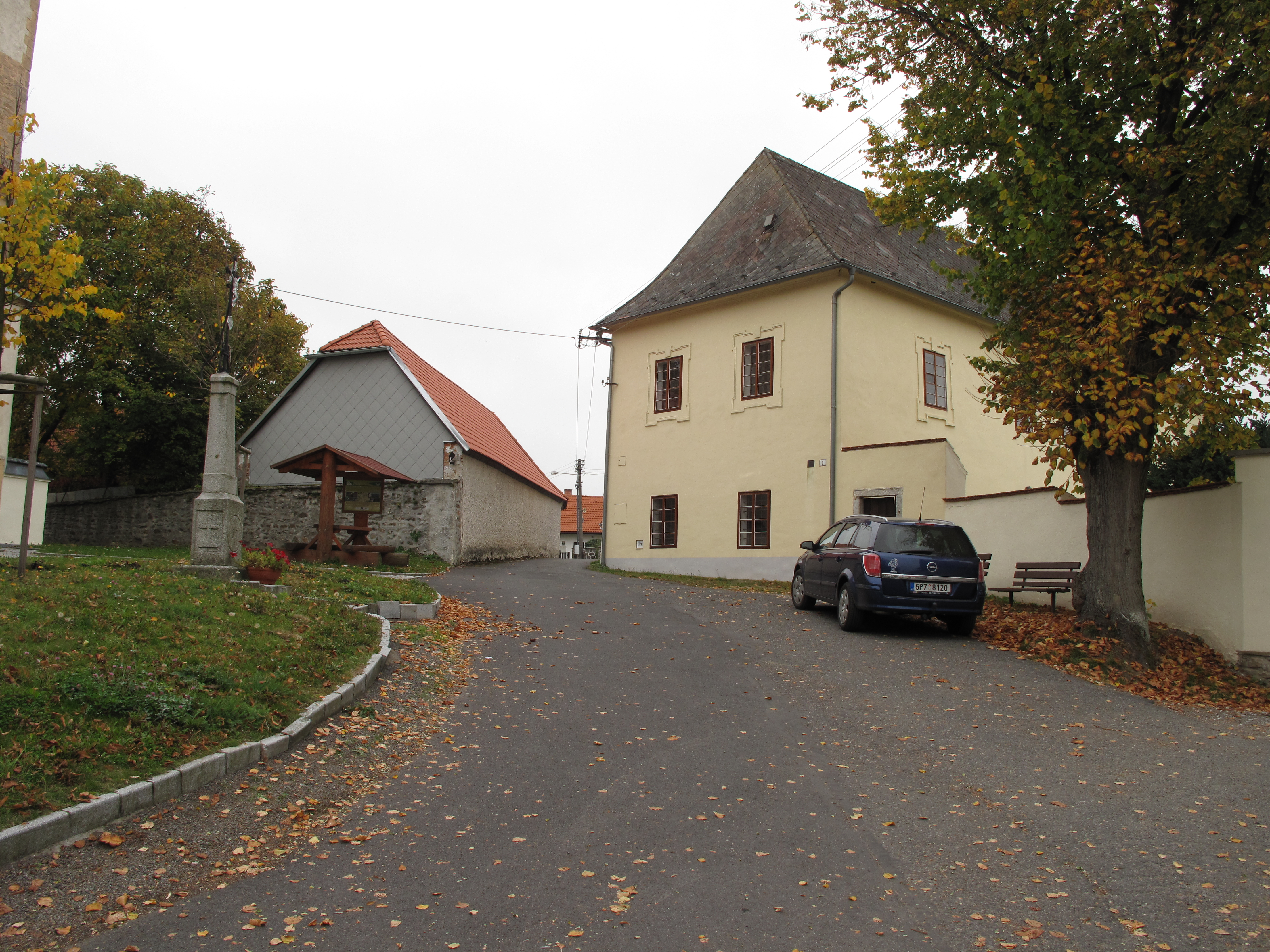
Kwadratowy